# Strwiążyczek
Strwiążyczek – część miasta Ustrzyki Dolne w Polsce położona w województwie podkarpackim, w powiecie bieszczadzkim, w gminie Ustrzyki Dolne.
W pobliżu znajduje się źródło rzeki Strwiąż.